# コタイク地方
コタイク地方（Կոտայքի մարզ）はアルメニア中部の地方。中心都市はフラズダン。
面積は2,100km²。人口は241,337人（2001年）。
観光地として知られるガルニやゲガルドがある。
アボヴャンに工場があるアルメニアの有名なビール「コタイク」の名前にもなっている。

## 都市
行政の中心フラズダンのほかに、エグヴァルド、ノル・アチン、アボヴャン、ビュレガヴァン、チャレンツァヴァン、ツァフカゾルなど。

## 下位行政区分
11のコミュニティ（地区）がある。
1. アボヴィアン地区 - アリンジ、アラムス、バラホヴィト、ゲガシェン、ゲタルケル、カトナグビュル、マヤコフスキー、プトグニ、ヴェリン・プトグニ、カマリス
2. アクンク地区 - ザル、ゾヴァシェン、カプタン、コタイク、ハティス、ノル・ギュグ、セヴァベルト
3. アルスニ地区
4. ビュレガヴァン地区 - ヌルヌス、ジュラベル
5. ガルニ地区 - ゲガディル、ゲガルト、ゴグト、ハツァヴァン、ヴォグジャベルト
6. ツァグカゾル地区 - アガヴナゾル、アルタヴァズ、ハンカヴァン、マルマリク、メグラゾル
7. フラズダン地区 - カグシ、レルナニスト、ソラク、ジュララト
8. ナイリ地区 - ノル・イェルズンカ、アラギュグ、ブジャカン、ゾヴニ、ゾラヴァン、プロシャン、サラランジ、カサフ
9. ノル・ハチュン地区 - アルケル、ゲタメジ、テゲニク、ムルカシェン、ノル・アルタメト、ノル・ゲギ、カナケラヴァン、カラシャンブ
10. チャレンツァヴァン地区 - アラパルス、アルサカン、ブジニ、カレニス、ファンタン
11. ジュルヴェジュ地区 - ゾヴク、ゾラグビュル